# Букув (Опольське воєводство)
Букув (пол. Buków, нім. Baucke) — село в Польщі, у гміні Отмухув Ниського повіту Опольського воєводства.
Населення — 502 особи (2011).

## Демографія
Демографічна структура станом на 31 березня 2011 року:
|          | Загалом | Допрацездатний вік | Працездатний вік | Постпрацездатний вік |
| -------- | ------- | ------------------ | ---------------- | -------------------- |
| Чоловіки | 244     | 62                 | 158              | 24                   |
| Жінки    | 258     | 51                 | 146              | 61                   |
| Разом    | 502     | 113                | 304              | 85                   |